# Syntagma musicum
De Syntagma musicum is een boekenreeks die bestaat uit drie delen. Het werd tussen 1614 en 1620 geschreven door de Duitse componist en muziektheoreticus Michael Praetorius (1571-1621). De boekwerken geven een beeld van de kerkmuziek, zang, muziekinstrumenten en instrumentenbouw zoals die bekend was aan het begin van de 17e eeuw.
Het eerste deel gaat in op kerkmuziek. Het tweede beschrijft muziekinstrumenten en besluit met een supplement met afbeeldingen. Het derde deel gaat in op vocale muziek. Hij had ook nog een vierde deel gepland waarin hij had willen ingaan op de contrapunt. Hier kwam hij echter niet meer aan toe.
De volledige titel luidt: Syntagma musicum; ex veterum et recentiorum, ecclesiasticorum autorum lectione, polyhistorûm consignatione, vanarum linguarum notatione, hodierni seculi usurpatione, ipsius denique musicae antis observatione: in cantorum, organistarum, organopoeorum, caeterorum'que musicam scientiam amantium & tractantium gratiam collectum; et secundùm generalem indicem toti open praefixum, in quatuor tomos distnibutum, à Michaële Praetorio.

## Inhoud

### Deel 1:De musica sacra
De musica sacra werd tussen 1614/15 uitgegeven in Wittenberg en gedrukt door Johann Richter. Dit deel is geschreven in het Latijn en kent enkele citaten uit Griekse en Hebreeuwse bronnen. Afwisselend zijn hier Duitstalige opmerkingen en pittige uitlatingen aan toegevoegd, zoals: "Wer unnötigen Sachen nachgehet, der ist ein Narr" (Wie onnodige zaken nastreeft, is een dwaas).
De inleidende brief is 21 pagina's lang en gericht aan geestelijken. De eerste helft van dit deel is gewijd aan kerkmuziek. Het begint met Joodse, Griekse en Romeinse muziek uit de oude wereld. Hierna wordt vervolgd met christelijke muziek en afgesloten met muziekinstrumenten die in het Oude en Nieuwe Testament beschreven zijn, zoals de buccina, kithara en psalterium. De tweede helft van dit deel is een historisch verslag van seculiere muziek.

### Deel 2:De organographia
De organographia kwam in 1620 uit in Wolfenbüttel en werd gedrukt nadat deel 3 uitkwam. Het werd gedrukt door de officiële drukker van Braunschweig,  Elias Holwein. Dit deel is geschreven in het Duits. Het is gericht aan het stadsbestuur van Leipzig en aan alle liefhebbers van Duitse en andere nationale instrumentale muziek.
In dit deel geeft hij een classificatie van alle muziekinstrumenten die hij kende. Elk instrument is tot in detail beschreven, inclusief de stemming en de klank. Ook wordt de historie en variaties van de naam gegeven. Een grote sectie is gewijd aan orgels, inclusief het mechanisme en de verbeteringen in de loop van de tijd. Er worden verschillende beroemde pijporgels beschreven, zoals het Halberstadt-orgel dat Nikolaus Faber in 1361 voltooide en het orgel in de Thomaskirche in Leipzig.
Dit deel besluit met een supplement, getiteld Theatrum instrumentorum, met daarin afbeeldingen van muziekinstrumenten.

### Deel 3Termini musici
Termini musici werd eveneens in Wolfenbüttel gedrukt door Elias Holwein en kwam in 1619 uit, nog voordat deel 2 verscheen. Het is geschreven in het Duits en gericht aan het stadsbestuur van Neurenberg. Het bestaat uit drie gedeeltes, waarvan het eerste een beschrijving vormt van de zangvormen die in de late renaissance en vroege barok voorkwamen in Duitsland, Frankrijk, Italië en Engeland.
In het tweede gedeelte wordt ingegaan op muziektheorie, zoals op problemen met notatie, ritme, solmisatie, transpositie en de verdeling in zangstukken. Dit deel besluit met een woordenboek van Italiaanse muziektermen en met verschillende essays.

## Pagina's (selectie) uitDe organographia
| pagina 3-4 |  | pagina 16-17 |
| pagina 3-4 |  | pagina 16-17 |